# Pferdeopferstelle bei Pasewalk

Lage

Das Pferdeopfer bei Pasewalk in Mecklenburg-Vorpommern wurde in einer Grube (Durchmesser 1,5 m; Tiefe 1,43 m) niedergelegt. Das 14–15 Jahre alte männliche Tier gelangte zerteilt in die Grube. Schädel und Hals waren auf der Sohle deponiert, darüber lag der Rumpf. Die Extremitäten wurden daneben gefunden. Schnittspuren ließen sich an den Knochen des anatomisch vollständigen Skeletts nicht nachweisen. Eine unzerteilte Niederlegung des Pferdes war jedoch aus Platzgründen unmöglich. Wäre es allerdings lediglich um die Entsorgung des Tierkörpers gegangen, hätte dies mit weniger Aufwand und Sorgfalt erfolgen können. Daher spricht alles für ein rituelles Pferdeopfer. Oberhalb des Pferdeskeletts wurden eine Brandlehmkonzentration sowie Knochenreste eines ein- bis zweijährigen Wiederkäuers (Schaf/Ziege) und das Schulterblatt eines Schweines gefunden. Die Reste könnten Teil eines rituellen Mahls im Rahmen des Pferdeopfers gewesen sein.
Wie Vergleichsfunde zeigen, wurden insbesondere bei den Nordgermanen Pferde im Rahmen von Bestattungszeremonien oder Opferkulten zerstückelt und vollständig oder in Teilen (pars pro toto) in den Boden verbracht. Die Niederlegung von Pferden oder ihren Schädeln erfolgte bei Sachsen  und Slawen auch in Siedlungsgruben. Die Praxis, bei der das Fleisch der Tiere als Opfermahl verzehrt wurde, führte 732 zum Pferdefleischverbot durch Papst Gregor III.
Seit 2008 werden Ausgrabungen im Verlauf der Erdgasleitung OPAL (Ostsee-Pipeline-Anbindungsleitung) durchgeführt. Eine Untersuchungsfläche liegt westlich von Pasewalk im Landkreis Vorpommern-Greifswald. Hier wurden große Teile einer spätslawischen Siedlung des 11./12. Jahrhunderts freigelegt. Sie zeichnet sich vor allem durch ein gutes Dutzend bis zu 2,1 m tiefer Gruben aus. Die durch Größe und Tiefe beeindruckenden Gruben waren beutel- oder kugelförmig. Viele enthielten große Mengen von verzierten slawischen Keramikscherben und Drehmühlenfragmente aus Felsgestein. 2018 wurde ein vergrabener Schalenstein, ein Findling von etwa 10 t Gewicht, mit 13 "eingeschliffenen" (nicht eingepickt oder eingehackt) Schälchen gefunden.